# Mezinárodní letiště Đà Nẵng
Mezinárodní letiště Đà Nẵng (vietnamsky: Cảng hàng không quốc tế Đà Nẵng, Sân bay quốc tế Đà Nẵng ) nacházející se u přístavního města Danang je třetí nejvýznamnější letiště ve Vietnamu.